# Otroški dodatek
Otroški dodatek (tudi otroške doklade) je dopolnilni prejemek za preživljanje, vzgojo in izobraževanje otroka.

## Otroški dodatek v Sloveniji
Izplačilo otroškega dodatka je upravičeno, kadar dohodek na družinskega člana ne presega 99 % povprečne plače v Republiki Sloveniji v preteklem koledarskem letu oz. v predpreteklem koledarskem letu, če se otroški dodatek uveljavlja v mesecu januarju, februarju ali marcu. Za prejem otroškega dodatka se je treba zglasiti na centru za socialno delo, ki je pristojen glede na to, kje ima otrok stalno prebivališče oz. začasno prebivališče. Če enega ali drugega otrok nima, se ravna po sedežu delodajalca enega od staršev.
Pravica  za otroški dodatek se lahko uveljavlja v roku 90 dni po rojstvu otroka, če se to stori v tem času, se pravica prizna z mesecem rojstva otroka. S kasnejšo uveljavitvijo pravice se pravica prizna s prvim dnem naslednjega meseca po vložitvi zahtevka.
Vlogo za pridobitev otroškega dodatka, je treba vložiti vsako leto, to je treba storiti v mesecu, v katerem se izteče pravica do otroškega dodatka, saj se pravica do otroškega dodatka prizna samo za dobo enega leta.
Vlogo se lahko odda tudi preko elektronskega obrazca na spletni strani e-uprave. Za izpolnjevanje in oddajo vloge je potrebno kvalificirano digitalno potrdilo.